# Winger (album)
Pour le groupe, voir Winger.
Albums de Winger
(...1er album...) In the Heart of the Young
(1990)
Winger est le 1er album studio du groupe Winger sorti en 1988.

## Titres
| No  | Titre                                       | Crédit(s)                   | Durée |
| --- | ------------------------------------------- | --------------------------- | ----- |
| 1.  | Madalaine                                   | K.Winger, R.Beach           | 3:41  |
| 2.  | Hungry                                      | K.Winger, R.Beach           | 3:58  |
| 3.  | Seventeen                                   | K.Winger, R.Beach, B.Hill   | 4:04  |
| 4.  | Without the Night                           | K.Winger, R.Beach, P.Taylor | 5:02  |
| 5.  | Purple Haze                                 | Jimi Hendrix                | 3:37  |
| 6.  | State of Emergency                          | K.Winger, P.Taylor          | 3:35  |
| 7.  | Time to Surrender                           | K.Winger, R.Beach           | 4:09  |
| 8.  | Poison Angel                                | K.Winger, R.Beach           | 3:27  |
| 9.  | Hangin On                                   | K.Winger, R.Beach, B.Hill   | 3:34  |
| 10. | Headed for a Heartbreak                     | K.Winger                    | 5:10  |
| 11. | Higher and Higher (titre bonus, version CD) | K.Winger, R.Beach           | 3:18  |

## Singles
- "Madalaine" / "Higher and Higher"
- "Seventeen" / "Hangin' On"
- "Headed for a Heartbreak" / "State Of Emergency"
- "Hungry" / "Poison Angel"

## Formation
- Kip Winger – chants & basse
- Reb Beach – guitare
- Rod Morgenstein – batterie
- Paul Taylor – claviers

### Autres musiciens
- Dweezil Zappa – guitare solo sur "Purple Haze"
- Beau Hill – chants additionnel
- Ira McLaughlin – chants additionnel

## Chartes
Album
| Année | Chart         | Position |
| 1988  | Billboard 200 | #21      |

Singles
| Titre                   | Sortie         | Position      |
| Madalaine               | Août 1988      | pas classé... |
| Seventeen               | Novembre 1988  | #26           |
| Headed for a Heartbreak | Mai 1989       | #19           |
| Hungry                  | Septembre 1989 | #85           |